# Warren County-kanalen
Warren County-kanalen var en gren av Miami och Erie-kanalen i sydvästra Ohio, med en längd på omkring 30 kilometer, som kopplade samman Warren Countys huvudort Lebanon, med huvudkanalen vid Middletown under mitten av 1900-talet. Lebanon låg då vid knutpunkten för två större vägar, landsvägen från Cincinnati till Columbus (senare U.S. Route 42) och på vägen från Chillicothe till College Township (Oxford), men Lebanons affärsmän och civila ledare ville ha bättre transportfaciliteter och röstade framgångsrikt fram deras egen kanal, en del av kanalfebern under den första tredjedelen av 1800-talet. Warren County-kanalen blev dock aldrig särskilt framgångsrik och stängdes av staten mindre än ett decennium sedan den öppnades.

## Historia

### Ett privat bolag startar

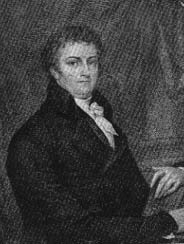
Guvernören av New York, DeWitt Clinton, gav Warren County "kanalfeber" då han var på besök.

Miami och Erie-kanalen godkändes av Ohio General Assembly 1825. Arbetet påbörjades samma år och kanalen gick från Ohiofloden vid Cincinnati till Middletown i december 1827. I april 1830 gick den till Dayton. (Den blev helt färdigställd till Eriesjön vid Toledo 1845.) New Yorks guvernör DeWitt Clinton, som drivit förslaget bakom hans stats Erie-kanalen, kom till Ohio 1829 för ceremonin av Miami och Erie-kanalen. På hans resa till Buckeye State besökte han Lebanon, där han bodde på Golden Lamb Inn. Invånarna i staden drabbades också av "kanalfebern" en dag, och ville därmed också ha vattenväg till sin stad. Staten godkände snart deras förslag.
Den 22 februari 1830 anlitade Ohio General Assembly ett privat företag för konstruktion av grenen till Lebanon, Warren County Canal Company. Företaget räknade med att kanalbygget skulle kosta $123 861, men arbetet fortskred långsamt och företaget insåg snart att de inte skulle kunna färdigställa den. Den 20 februari 1826 anlitade Ohio General Assembly kanalkommissionärerna, och lät dessa istället färdigställa den påbörjade kanalen. Staten betalade kanalbolaget 50 % av dess utgifter; företaget hade spenderat $21 742,33. Kanalkommissionärerna uppskattade att det skulle kosta $128 000 att färdigställa projektet, en summa som senare visade sig vara felaktig. Delstaten spenderade totalt $217 552 på kanalbygget.

### Kanalen öppnar

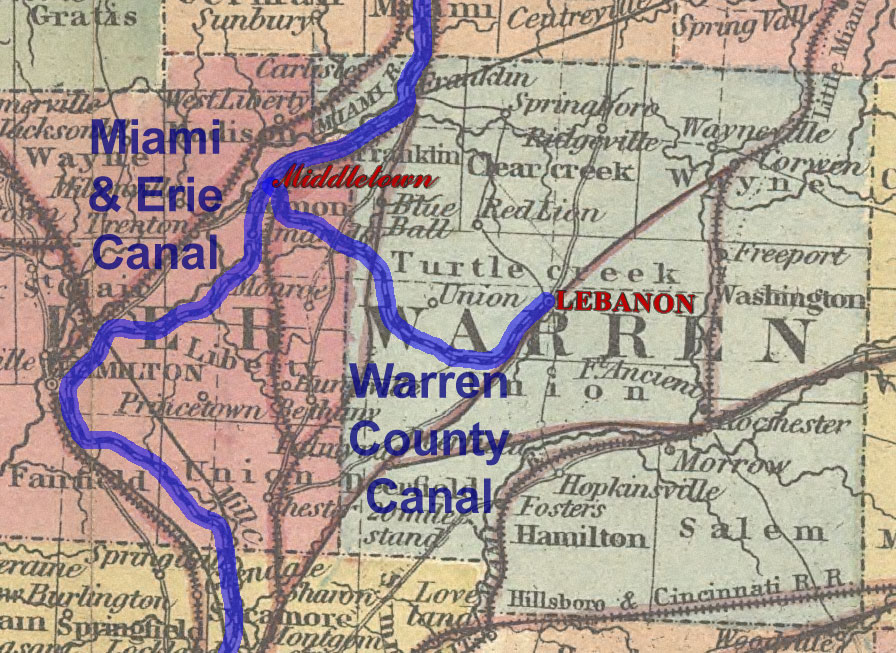
Warren County-kanalen gick från Miami och Erie-kanalen till Lebanon, huvudorten i Warren County, Ohio.

Kanalen blev helt färdigställd 1840, men hade dock nått andra slussen nära Lebanon redan den 15 mars 1839. Kanalen, som var 12 m bred plus en 3 m bred pråmdragväg, började vid Middletown mellan Miami och Erie-kanalens 31:a (Dine's) och 32:a sluss (Middletown) vid Mile 208. (Mile 0 låg vid Eriesjön vid Toledo, Mile 250 vid Ohiofloden vid Cincinnati.) Platsen är omkring 60 m söder om dagens Central Avenue; Verity Parkway följer den gamla delen av Miami och Erie. Kanalen fick sitt vatten av en matarkanal utanför Miami och Erie-kanalen 5 km norr om Mile 205 mellan 29:e (Upper Greenland) och 30:e slussen (Lower Greenland), söder om Miamidammen. Kanalen konsumerade vatten i 1 800 kubikfot per minut (850 liter per sekund) (enligt Morrow's History) eller 2 000 kubikfot per minut (940 liter per sekund) (enligt Historical and Biographical Cycopaedia).
Från Middletown löpte kanalen sydöst, genom området där järnvägen mellan Middletown och Cincinnati skulle byggas decennier senare, ett område med sand och grus som hade avlagrats under Weichseltiden för 14 000 till 24 000 år sedan. Denna geologin gjorde att kanalen skulle kunna läcka. Den fortsatte genom Lemon Township norr om en plats som senare skulle komma kallas Oakland. Två akvedukter bar kanalen över Dick' Creek, nära korsningen mellan Cincinnati-Dayton-vägen (Dixie Highway) och Greentree Road, delstatsvägen till College Township. Akvedukterna visade sig dock vara för grunda för att klara av tungt lastade kanalbåtar. Den gick igenom Butler County till Warren County strax norr om den norra gränsen till Symmes Purchase, som idag ligger inom Monroes stadsgränser, nära Shaker Run.
Kanalen fortsatte sin bana sydöst till Turtlecreek och Union Townships, längs Muddy Creek till omkring där Hagemans Crossing ligger idag, vid Cincinnati och Lebanon Pike (U.S. Route 42). Här svängde den nordöst, parallellt med Turtle Creek och över denna med en akvedukt. Denna vägen togs mer eller mindre över av Cincinnati, Lebanon and Northern Railroad mellan Mason och Lebanon. Vid Lebanon fanns en svängbassäng mellan Sycamore Street, South Street, Turtle Creek och Cincinnati Avenue (U.S. Route 42). Kanalen fick sitt vatten från de norra och östra grenarna av Turtle Creek vid Lebanon. North Fork dämdes upp av en 30 m lång jorddamm för att skapa ett 16 hektar till 18 hektar stor konstgjord sjö.
Lebanon låg 13 m över vattennivån vid Miami och Erie-kanalen vid Middletown. Sex slussar, som var 27 m långa och 4,6 m breda var, krävdes för att komma över detta. Sluss 1 låg vid foten av Clay Street i Lebanon, sluss 2 strax söder, sluss 3 omkring 2 km sydväst om Lebanon nära Glosser Road och Turtle Creek. Sluss 4 låg omkring 5 km sydväst om Lebanon, nära sammanflödet av Muddy Creek och Turtle Creek och blev senare Hillcrest och Hagemans Crossing. Dessa slussar gjorde att båtarna kunde höjas eller sänkas totalt 8,5 m. Vid sluss 3 hade Joseph Whitehill, senare Ohio State Treasurer, en kvarn. Han köpte vattenkraft av delstaten.
Sluss 5 låg nära området där Greentree Road och Cincinnati-Dayton-vägen möts, där vattenmataren från Miami och Erie-kanalen ligger. Sluss 6 låg vid Middletown, nära kanalens inflöde till Miami och Erie-kanalerna. Dessa två slussar höjde och sänkte båtarna de sista 5 respektive 2,4 metrarna.

### Shaker Run förstör kanalen
År 1848 förstörde strömmen Shaker Run kanalen för alltid. Shaker Run, i västra Turtlecreek Township, tömde det stora träsket vid Shaker vid Union Village. Strömmen nådde ofta sin maximala kapacitet och svämmade över, något som ledde till att kanalen ständigt skulle behöva muddras upp och repareras. Till slut bröt sig Shaker Run igenom kanalens kanter.
1852 undersökte John W. Erwin hur man skulle kunna reparera kanalen på uppdrag av General Assembly, som ville veta hur mycket det skulle kosta samt om det var värt att satsa på. Han gav en uppgift om att det skulle kosta totalt $31 613, av dessa skulle $16 896 gå enbart till muddring. Eftersom kanalen användes så sällan bestämde delstaten att den inte skulle repareras. 1854 såldes det som återstod av kanalen för $40 000 till John W. Corwin och R.H. Henderson.
De stora stenarna från slussarna användes i lokala byggnader, framför allt i Lebanons operahus, vilket brann ner på juldagen 1932. Huset låg vid dagens Lebanon City Hall vid Broadway och Main Street. Andra stenar användes för bron över North Fork. Den konstgjorda sjön vid North Fork i Turtle Creek kollapsade i en kraftig regnstorm 10 juli 1882, vilket orsakade mycket skada i Lebanon. Bland annat förstördes bron vid Broadway över Turtle Creek. Området togs senare över av French Bauer-mejeriet. Efter att det stängdes runt 1970 tog City of Lebanon hand om området och gjorde det till Colonial Park.
Det finns få kvarlevor av kanalen idag, några diken vid Ohio State Route 63 i Turtlecreek Township öster om Monroe nära Lebanon Correctional Institution och Warren Correctional Institution.